# ELECTRIC DRAGON 80000V
『ELECTRIC DRAGON 80000V』（えれくとりっく どらごん はちまんぼると）は、2001年7月20日公開の短編特撮アクション映画。55分。ビスタサイズ。モノクロ作品。主演は浅野忠信と永瀬正敏。

## あらすじ
竜眼寺盛尊は爬虫類専門のペット探偵。子供の頃の電気事故で大脳辺縁系（竜の脳）に障害を負い、すぐにキレてしまうようになっていた。彼は自分の破壊衝動をペットの爬虫類たちとエレキギターの爆音によってかろうじてなだめながら生きていた。
昼は電気修理工として働く雷電仏蔵。彼は電波を悪事に用いるものに電気の制裁を加える仕置人であった。
竜眼寺に近親憎悪にも似た歪んだ感情をいだく雷電は、彼のペットたちを殺し、エレキギターをバラバラに切り刻んだ。爆発的な怒りで竜の脳を覚醒させた竜眼寺は、誘導電流で町中の電燈を爆発させながら犯人を追う。
ついにであった二人は、八万ボルトの感電バトルを展開する！

## キャスト
- 竜眼寺盛尊（りゅうがんじ もりそん）：浅野忠信 - 電気と感応し爬虫類と心を通わせる男。生業は爬虫類専門のペット探偵。幼年期に高圧送電線の鉄塔に登って電気ショックを受ける。この事故により大脳辺縁系に障害を負い、破壊衝動の抑制が困難になる。しかしその代わりに帯電体質と超人的な体力、爬虫類との感応力を得る。破壊衝動を一時でも押さえ、社会生活を送るために、エレキギターを超大爆音でかき鳴らす。寝ている間に暴れださないように、手枷・足枷付きのベッドで自らを拘束して寝る。
- 雷電仏蔵（らいでん ぶつぞう）：永瀬正敏 - 電気を修理し怪電波を受信する謎の男。生業は電気修理工。顔の右半分を仏像を象ったマスクで覆った謎の男。夜の姿は電波を悪事に使うものに制裁を加える仕置人。高電圧のスタンバトンや自作のティーザーガンを武器にする。
- 極悪人A：有薗芳記
- 極悪人B：石山圭一

## スタッフ
- 監督・脚本：石井聰亙
- プロデューサー：仙頭武則
- ナレーション：船木誠勝
- 助監督：藤江義正
- 撮影：笠松則通
- 編集：掛須秀一
- 照明：水野研一
- 音楽：小野川浩幸、MACH1.67
  - 主題歌：「Shock DNA」（MACH1.67）
  - 挿入歌：「Electric Buddha」（MACH1.67）
- 美術：磯見俊裕
- 衣装（デザイン）：高橋ハルカ
- 特殊メイク：原口智生
- タトゥーデザイン：ひろき真冬
- メイクデザイン：柘植伊佐夫
- 刺青：MEGU
- 銃器デザイン：井上修次
- アクションコーディネーター：齋藤英雄
- ビジュアルエフェクトスーパーバイザー：古賀信明
- MA：アオイスタジオ
- 現像：IMAGICA
- スタジオ：府中多摩スタジオ
- 協力プロデューサー：甲斐真樹
- 製作・配給：サンセントシネマワークス、タキコーポレーション

## 限定ミクロマン
劇場公開記念限定品として、復刻版ミクロマン・ELECTRIC DRAGON 80000V仕様が2体入り1000セット限定で発売された。
- 竜眼寺盛尊ミクロマン
  - 素体はM-12X。カラーリングは、上半身が黄緑。足首は赤。下半身と手首は黒。付属品としてグリーンのコーティングが施されたドラゴンギター付き。
- 雷電仏蔵ミクロマン
  - 素体はM14X。カラーリングは、上半身が水色（ただしブレストのメッキ部分が黒で整形されている）。下半身と手首は黒。頭部はオレンジのコーティングが施され銅色に見える。付属品として電子警棒（スパイマジシャンのステッキ未塗装のもの）付き。